# Єлизавета Бранденбург-Кюстринська
Єлизавета Бранденбург-Кюстринська (нім. Elisabeth von Brandenburg-Küstrin, 29 серпня 1540 — 8 березня 1578) — представниця династії Гогенцоллернів XVI—XVII століття, донька маркграфа Бранденбург-Кюстрину Йоганна та принцеси Брауншвейг-Вольфенбюттельської Катерини, перша дружина маркграфа Бранденбург-Ансбаху та Бранденбург-Кульмбаху Георга Фрідріха.

## Біографія
Народилась 29 серпня 1540 року в Кюстрині. Стала первістком у родині маркграфа Бранденбург-Кюстрину Йоганна та його дружини Катерини Брауншвейг-Вольфенбюттельської, з'явившись на світ на третьому році їхнього подружнього життя. Мала меншу сестру Катерину. Мешкало сімейство у Кюстрині.
Батьки були ощадливими і завжди мали прибуток. Йоганна сучасники змальовували благочесним, мудрим і суворим. 1538 року він вступив до Шмалькальденського союзу, однак у 1546 — перейшов на бік імператора. Згодом залишався прибічником Габсбургів як «домашній радник» із пенсією у 5000 талерів.

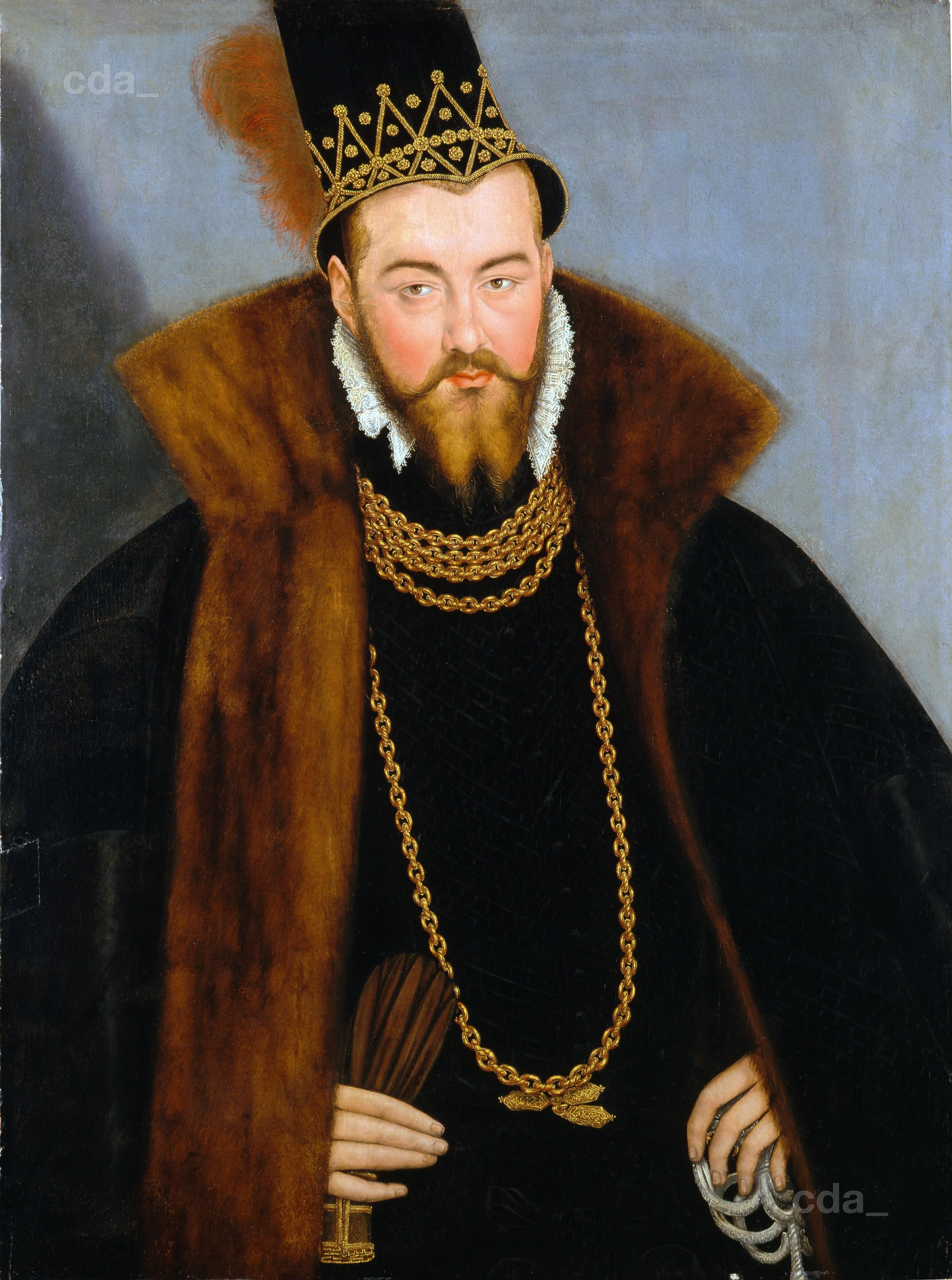
Портрет Георга Фрідріха близько 1564 року, мисливський палац Ґруневальд

У 18 років Єлизавета була видана заміж за 19-річного маркграфа Бранденбург-Ансбаху та Бранденбург-Кульмбаху Георга Фрідріха. Наречений мав імпозантну зовнішність, тримав пишний двір і мав велику пристрасть до полювання. Весілля пройшло 26 грудня 1558 року в Кюстрині. Дітей у подружжя не було.
Як правитель, Георг Фрідріх покровительствував науці, культурі та релігії, вів активне будівництво у низці міст, запрошуючи до країни видатних італійських майстрів. Разом з тим, цікавився астрологією й алхімією. Фінансові справи в маркграфстві йшли добре. Єлизавета залишилася в пам'яті народу як дама, надзвичайно віддана благодійності.
У 1577 році герцог Пруссії Альбрехт Фрідріх був визнаний нездатним керувати державою. Опікуном над ним був призначений Георг Фрідріх. Король Речі Посполитої Стефан Баторій офіційно визнав його правителем Пруссії у лютому 1578 року. Єлизавета померла 8 березня 1578 року поблизу Варшави під час візиту подружжя до Польщі. Була похована у Кенігсберзькому соборі.
За рік її чоловік узяв другий шлюб із Софією Брауншвейг-Люнебурзькою, який також залишився бездітним.